# José María Pallaoro
José María Pallaoro (La Plata, Argentina; 28 de febrero de 1959. La Plata, Argentina; 10 de octubre de 2024) fue un poeta y periodista cultural argentino. Cursó estudios de castellano, literatura y latín.

## Actividad cultural
En varias emisoras de FM del partido de La Plata, condujo y produjo los programas radiales: La máquina del tiempo, En la vereda del sol, Mariposas de madera y La talita.
Colaboró con artículos literarios y culturales en el diario Diagonales de La Plata.
Dirigió la revista de poesía El espiniyo.
Publicó plaquetas, cuadernos y una decena de libros de poemas.
En la actualidad: escribe para medios gráficos y virtuales, dirige la editorial Libros de la talita dorada, coordina en City Bell un taller de escritura y el  Espacio Cultural La Poesía. Administra los blogs literarios: Poesía City Bell, Poesía La Plata y  Aromito, y uno personal: Los ojos.
Pallaoro ha sido traducido al italiano y al esloveno.
Una selección de sus poemas aparecerá en dos volúmenes, con el título tentativo de: “Poemas anteriores, 1" (1982-1991) y “Poemas anteriores, 2” (1992-2003). También una antología de sus artículos periodísticos.

## Poesía
- “Basuritas” (2010)
- “Setenta y 4” (2011)
- “33 papelitos y una mora horizontal” (publicado en Suplemento Letras del diario Diagonales, 26 de noviembre de 2011; edición en libro, 2012)
- “Una medida adecuada a todo” (2012)
- “Son dos los que danzan” (primera edición 2005; reedición ampliada 2012)
- “Una piedra haciendo patito” (2013)
- “Sono due quelli che danzano / Ples v dvoje” (edición bilingüe de “Son dos los que danzan”; traducción al italiano por la profesora Ana Cecilia Prenz Kopusar y al esloveno por  Marko Kravos y A. C. Prenz Kopusar, editado por Mediterránea, Centro di Studi Inerculturali,  Dipartimento di Studi Umanistici, Università di Trieste, Italia, 2013) Sono due quelli che danzano
- “Cantar a tientas” (2014)[7]

## Otros libros de poemas
- El viaje circular [1998]
- Pájaros cubiertos de ceniza [1999]
- Mundo despierto 1 [2014] (Amor Perdía ;Bernabé Malacalza; José María Pallaoro; Julián Trovero; Margarita Eva Torres ; Paola Boccalari ;Paula Martini ;Silvana Babolin; Silvina Perugino)

## Poesía en prosa
- “El flautista de City Bell” (2014)[8]

## Antologías
Junto al poeta Nestor Mu seleccionó los textos de la antología Naranjos de fascinante música: poesía contemporánea de amor en La Plata, 2003, que reúne a 34 autores de esa ciudad desde la segunda mitad del siglo XX hasta el presente.

## Lectura
- Radio Universidad Nacional de La Plata. Ciclo: Archivo de la Palabra.